# Gustaaf Segers
Gustaaf Segers (Hoogstraten, 29 december 1848 - aldaar, 3 april 1930) was een Vlaams schrijver. 
Op 26 maart 1868 slaagde Segers aan de staatsnormaalschool van Lier in de opleiding tot onderwijzer. Een van de docenten die hem tijdens zijn studies sterk beïnvloedde was Domien Sleeckx. Zijn eerste aanstelling kreeg hij in 1868 in het gemeentelijk onderwijs van Leuven. In 1873 werd een verhaal van Segers gepubliceerd in De Vlaamsche Kunstbode. In 1875 werd hij onderwijzer te Antwerpen, en in 1879 werd hij leraar Nederlandse taal- en letterkunde en van Duitse taal aan zijn alma mater, de Normaalschool te Lier. Dat jaar werd ook zijn debuut Dorpsgeschiedenissen gepubliceerd. Een tweede verhalenbundel, In de Kempen volgde in 1882. Tijdens zijn carrière publiceerde Segers meermaals essays over Joost van den Vondel, een eerste maal in 1887. In totaal volgden een dertigtal teksten over deze schrijver, zijn leven en zijn werk. In 1890 verscheen zijn eerste roman, Twee beren.
Naast scheppend werk (romans, novellen en verhalen) was hij ook de auteur van essays over opvoedkunde, onderwijs en taalonderwijs. Segers was een sterk tegenstander van het aanleren van een tweede taal in het lager onderwijs. Het was zijn overtuiging dat op die leeftijd de studie van een tweede taal een degelijk kennis van de moedertaal verhinderde.
Segers werd op 11 juli 1894 uitgenodigd corresponderend lid te worden van de Koninklijke Vlaamsche Academie voor Taal- en Letterkunde als opvolger van Karel Frans Idesbald de Flou die gewoon lid werd. Op 17 december 1900 werd hij gewoon lid in opvolging van de dat jaar overleden August de Maere.
In Hoogstraten is een straat naar Gustaaf Segers vernoemd. Hij woonde echter op de Vrijheid tegenover het begijnhof.
- Biografisch Portaal: 13613076
- Digitale Bibliotheek voor de Nederlandse Letteren: sege003
- Gemeinsame Normdatei: 1055112030
- International Standard Name Identifier: 0000 0001 2308 1462
- Library of Congress Control Number: no2010070106
- Nederlandse Thesaurus van Auteursnamen: 073991767
- Système universitaire de documentation: 120805855
- Virtual International Authority File: 120601522
- WorldCat: E39PBJm9fbjTJKF8gvTtCrp3wC